# Декадни ексабит
Декадни ексабит се користи као јединица мере података у рачунарству и износи 1000 декадних петабита. 